# Rozella żółtawa
Rozella żółtawa (Platycercus venustus) – gatunek średniej wielkości ptaka z podrodziny dam (Loriinae) w obrębie rodziny papug wschodnich (Psittaculidae). Zamieszkuje północną Australię. Nie jest zagrożony.

## Systematyka
Rozella żółtawa została po raz pierwszy opisana jako Psittacus venustus przez niemieckiego przyrodnika Heinricha Kuhla w 1820 roku. Opis ten powstał na podstawie ilustracji Ferdinanda Bauera z okazu zebranego przez Roberta Browna w 1803 roku, podczas podróży wokół wybrzeży Australii dowodzonej przez angielskiego podróżnika i żeglarza Matthew Flindersa. Obecnie gatunek ten umieszczany jest w rodzaju Platycercus.
IOC wyróżnia dwa podgatunki:
- P. v. venustus (Kuhl, 1820)
- P. v. hilli Mathews, 1910

Podgatunek melvillensis opisany w 1912 roku z Wyspy Melville’a przez Mathewsa nie jest uznawany.

## Morfologia
Głowa czarna z wyjątkiem białej dolnej części policzka i podbródka; dolna część grzbietu bladożółta; kuper czerwony; pokrycie karku i łopatek czarne z szerokimi bladożółtymi krawędziami dającymi mocny efekt łusek; krótsze pióra skrzydeł czarne, pióra środkowe niebieskoszare, a pozostałe pióra skrzydeł czarne z żółtym i niebieskoszarym obrzeżem; ogon brązowozielony centralnie, a pióra zewnętrzne ciemnoniebieskie, rozjaśniające się do białych końców. Samice są podobne do samców.
Dorosłe osobniki mierzą 28 cm długości i ważą średnio 85 gramów.

## Zasięg występowania
Rozella żółtawa występuje w północnej Australii i na przybrzeżnych wyspach. Poszczególne podgatunki zamieszkują:
- P. v. venustus – północna część Terytorium Północnego do północno-zachodniego Queenslandu
- P. v. hilli – północno-wschodnia Australia Zachodnia i północno-zachodnie Terytorium Północne

## Pożywienie
Głównie nasiona eukaliptusów, a także traw oraz nektar kwiatów.

## Rozmnażanie
Okres lęgowy: czerwiec – wrzesień.

Gniazdo: budowane z wiórów drzewnych umieszczanych w zagłębieniu wysoko na drzewie, najczęściej na eukaliptusie rosnącym blisko wybrzeża lub rzeki, jeziora.

Jaja: 2–4.

Wysiadywanie: około 19 dni.

## Status zagrożenia i ochrona
Międzynarodowa Unia Ochrony Przyrody (IUCN) uznaje rozellę żółtawą za gatunek najmniejszej troski (LC – Least Concern). Liczebność populacji nie została oszacowana, ale ptak ten opisywany jest jako lokalnie pospolity. Ze względu na brak dowodów na spadki liczebności bądź istotne zagrożenia dla gatunku BirdLife International ocenia trend liczebności populacji jako stabilny. Gatunek ten jest ujęty w II załączniku konwencji waszyngtońskiej (CITES).